# Lední hokej na Zimních olympijských hrách 1956

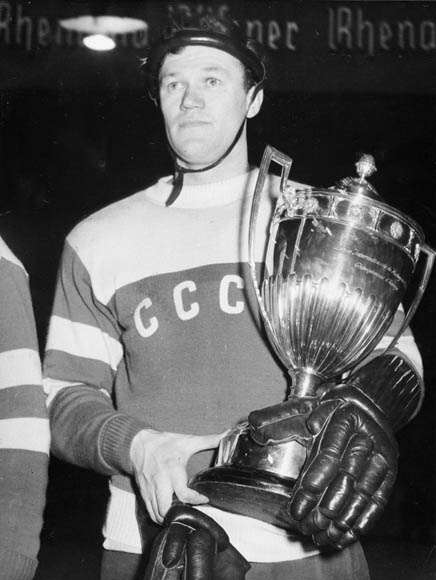
Vsevolod Bobrov s vítěznou trofejí

23. mistrovství světa a 34. mistrovství Evropy v ledním hokeji probíhalo v rámci VII. zimních olympijských her.

10 účastníků bylo rozlosováno do třech skupin, první dvě mužstva z každé skupiny postupovala do finále, které se hrálo systémem každý s každým; ostatní mužstva hrála jednokolově o umístění v soutěži útěchy.
Hokejový tým SRN v kvalifikaci vyřadil tým NDR a byl na ZOH součástí Společného německého družstva (SND) . Do mistrovství světa a Evropy jsou výsledky SRN započítány samostatně.

## Výsledky a tabulky

### Skupina A
|    |           | CAN  | GER     | ITA    | AUT      | V | R | P | Skóre | B |
| 1. | Kanada    |      | 4:0     | 3:1    | 23:0     | 3 | 0 | 0 | 30:1  | 6 |
| 2. | SRN (SND) | 0:4  | Německo | 2:2    | 7:0      | 1 | 1 | 1 | 9:6   | 3 |
| 3. | Itálie    | 1:3  | 2:2     | Itálie | 2:2      | 0 | 2 | 1 | 5:7   | 2 |
| 4. | Rakousko  | 0:23 | 0:7     | 2:2    | Rakousko | 0 | 1 | 2 | 2:32  | 1 |

 Itálie –  Rakousko 2:2 (0:2, 1:0, 1:0)
26. ledna 1956 (19:00) – Cortina d’Ampezzo (Stadio Olimpico del Ghiaccio)

Branky Itálie: 30. Bernardo Tomei, 47. Aldo Federici.

Branky Rakouska: 7. Kurt Kurz, 12. Hans Wagner.

Rozhodčí: ladislav Tencza (TCH), Tore Johannessen (NOR)

Vyloučení: 2:2
 Kanada –  SRN (SND) 4:0 (2:0, 2:0, 0:0)
26. ledna 1956 (21:30) – Cortina d’Ampezzo (Stadio Olimpico del Ghiaccio)

Branky Kanady: 2. Gerry Théberge, 12. Gerry Théberge, 25. Gerry Théberge, 26. Jim Logan.

Rozhodčí: Wim Dwars (NED), Gösta Ahlin (SWE)

Vyloučení: 4:0
 Kanada –  Rakousko 23:0 (6:0, 11:0, 6:0)
27. ledna 1956 (14:30) – Cortina d’Ampezzo (Stadio Olimpico del Ghiaccio)

Branky Kanady: 5x Paul Knox, 3x Jack McKenzie, 3x Gerry Théberge, 2x Robert White, 2x Jim Logan, 2x Arthur Hurst, 2x Charlies Brooker, 2x George Scholes, Ken Laufman, Howard Lee.

Rozhodčí: Gherardino Galletti (ITA), Giulio Dometz (ITA)

Vyloučení: 1:1
 Itálie–  SRN (SND)	2:2 (1:1, 0:1, 1:0)
27. ledna 1956 (19:00) – Cortina d’Ampezzo (Stadio Olimpico del Ghiaccio)

Branky Itálie: 9. Carmine Tucci, 59. Ernesto Crotti.

Branky SRN: 2. Hans Huber, 38. Markus Egen.

Rozhodčí: Andrej Starovojtov (URS), Nikolaj Kanunnikov (URS)

Vyloučení: 7:7 (1:0)
 Itálie –  Kanada 1:3 (1:1, 0:0, 0:2)
28. ledna 1956 (16:00) – Cortina d’Ampezzo (Stadio Olimpico del Ghiaccio)

Branky Itálie: 11. Ernesto Crotti.

Branky Kanady: 19. Gerry Théberge, 54. Charlies Brooker, 59. George Scholes.

Rozhodčí: Hans Unger (GER), Tore Johannessen (NOR)

Vyloučení: 4:11 (1:0)
 SRN (SND) –  Rakousko 7:0 (1:0, 1:0, 5:0)
29. ledna 1956 (21:00) – Cortina d’Ampezzo (Stadio Olimpico del Ghiaccio)

Branky SRN: 15. Arthur Endres, 33. Rudolf Pittrich, 47. Kurt Sepp, 48. Hans Huber, 53. Markus Egen, 54. Bruno Guttowski, 60. Hans Rampf.

Rozhodčí: Gösta Ahlin (SWE), Alf Axberg (SWE)

Vyloučení: 8:4

### Skupina B
|    |        | TCH            | USA | POL    | V | R | P | Skóre | B |
| 1. | ČSR    | Československo | 4:3 | 8:3    | 2 | 0 | 0 | 12:6  | 4 |
| 2. | USA    | 3:4            |     | 4:0    | 1 | 0 | 1 | 7:4   | 2 |
| 3. | Polsko | 3:8            | 0:4 | Polsko | 0 | 0 | 2 | 3:12  | 0 |

 Československo –  USA 	4:3 (2:1, 0:1, 2:1)
27. ledna 1956 (10:30) – Cortina d’Ampezzo (Stadio Olimpico del Ghiaccio)

Branky Československa: 2. Bronislav Danda, 16. František Vaněk, 51. Jaromír Bünter, 59. Vlastimil Bubník.

Branky USA: 9. John Mayasich, 30. Dick Meredith, 53. Kenneth Purpur.

Rozhodčí: Kurt Hauser (SUI), Alf Axberg (SWE)

Vyloučení: 1:1
ČSR: Jan Vodička – Karel Gut, Jan Kasper, Jaromír Bünter, Václav Bubník – Vlastimil Bubník, Slavomír Bartoň, Bronislav Danda – Zdeněk Návrat, František Vaněk, Bohumil Prošek – Stanislav Bacílek, Vladimír Zábrodský, Václav Pantůček.
USA: Willard Ikola – Ed Sampson, Wendell Anderson, John Petroske, John Mayasich - Dick Dougherty, Eugene Campbell, Dick Meredith - Richard Rodenheiser, Wellington Burtnett, Bill Cleary - Weldon Olson, John Matchefts, Kenneth Purpur.
  USA –  Polsko 4:0 (1:0, 0:0, 3:0)
28. ledna 1956 (14:30) – Cortina d’Ampezzo (Stadio Olimpico del Ghiaccio)

Branky USA: 15. John Mayasich, 42. Eugene Campbell, 49. John Mayasich, 52. Bill Cleary.

Rozhodčí: Quido Adamec (TCH), Ladislav Tencza (TCH)

Vyloučení: 4:6
 Československo –  Polsko 8:3 (1:1, 6:2, 1:0)
29. ledna 1956 (19:00) – Cortina d’Ampezzo (Stadio Olimpico del Ghiaccio)

Branky Československa: 5. Vladimír Zábrodský, 27. Slavomír Bartoň, 30. Slavomír Bartoň, 34. Jan Kasper, 29. Bohumil Prošek, 26. František  Vaněk, 33. František Vaněk, 51. Bronislav Danda.

Branky Polska: 18. Mieczyslaw Chmura, 21. Hilary Skarzynski, 23. Hilary Skarzynski.

Rozhodčí: Theodor Samwald (AUT), Andrej Starovojtov (URS)

Vyloučení: 3:9 navíc Chodakowski na 5 mn.
ČSR: Ján Jendek (23. Jan Vodička) – Karel Gut, Jan Kasper, Jaromír Bünter, Václav Bubník – Vlastimil Bubník, Slavomír Bartoň, Bronislav Danda – Zdeněk Návrat, František Vaněk, Bohumil Prošek – Miroslav Kluc, Vladimír Zábrodský, Otto Cimrman.
Polsko: Wladyslav Pabisz – Janusz Zawadzki, Stanislaw Olczyk, Kazimierz Chodakowski, Mieczyslaw Chmura – Josef Kurek, Hilary Skarzynski, Szymon Janiczko – Alfred Wróbel, Kazimierz Bryniarski, Marian Herda – Bronislaw Gosztyla, Rudolf Czech, Adolf Wróbel.

### Skupina C
|    |           | URS           | SWE     | SUI       | V | R | P | Skóre | B |
| 1. | SSSR      | Sovětský svaz | 5:1     | 10:3      | 2 | 0 | 0 | 15:4  | 4 |
| 2. | Švédsko   | 1:5           | Švédsko | 6:5       | 1 | 0 | 1 | 7:10  | 2 |
| 3. | Švýcarsko | 3:10          | 5:6     | Švýcarsko | 0 | 0 | 2 | 8:16  | 0 |

 SSSR –  Švédsko 	5:1 (1:1, 2:0, 2:0)
27. ledna 1956 (21:30) – Cortina d’Ampezzo (Stadio Olimpico del Ghiaccio)

Branky SSSR: 15. Jevgenij Babič, 24. Jevgenij Babič, 32. Vsevolod Bobrov, 42. Valentin Kuzin, 59. Valentin Kuzin.

Branky Švédska: 13. Lars Björn.

Rozhodčí: Wim Dwars (NED), Luis Lacompte (CAN)

Vyloučení: 8:7 (1:0)
 Švédsko –  Švýcarsko 6:5 (2:3, 3:1, 1:1)
28. ledna 1956 (19:00) – Cortina d’Ampezzo (Stadio Olimpico del Ghiaccio)

Branky Švédska: 13. Sven Tumba Johansson, 15. Lars Björn, 24. Lars-Eric Lundvall, 33. Sven Tumba Johansson, 40 Stig Tvilling, 43. Åke Lassas.

Branky Švýcarska: 6. Émil Handschin, 5. Fritz Naef, 13. Fritz Naef, 25. Bernhard Bagnoud, 50. Bernhard Bagnoud.

Rozhodčí: Luis Lecompte (CAN), Jerzy Zarzycki (POL)

Vyloučení: 3:2 (1:1)
 SSSR –  Švýcarsko 10:3 (4:1, 2:0, 4:2)
29. ledna 1956 (21:30) – Cortina d’Ampezzo (Stadio Olimpico del Ghiaccio)

Branky SSSR: 8. Dmitrij Ukolov, 9. Jurij Krylov, 14. Alexej Guryšev, 20. Vsevolod Bobrov, 25. Alexej Guryšev, 37. Vsevolod Bobrov, 47. Vsevolod Bobrov, 48. Ivan Tregubov, 51. Vsevolod Bobrov, 52. Jurij Krylov.

Branky Švýcarska: 3. Fritz Naef, 49. Bernhard Bagnoud, 58. Fritz Naef.

Rozhodčí: Giulio Demetz (ITA), Quido Adamec (TCH)

Vyloučení: 2:3 (2:1)

### Finále
|    |           | URS           | USA | CAN  | SWE     | TCH            | GER     | V | R | P | Skóre | B  |
| 1. | SSSR      | Sovětský svaz | 4:0 | 2:0  | 4:1     | 7:4            | 8:0     | 5 | 0 | 0 | 25:5  | 10 |
| 2. | USA       | 0:4           |     | 4:1  | 6:1     | 9:4            | 7:2     | 4 | 0 | 1 | 26:12 | 8  |
| 3. | Kanada    | 0:2           | 1:4 |      | 6:2     | 6:3            | 10:0    | 3 | 0 | 2 | 23:11 | 6  |
| 4. | Švédsko   | 1:4           | 1:6 | 2:6  | Švédsko | 5:0            | 1:1     | 1 | 1 | 3 | 10:17 | 3  |
| 5. | ČSR       | 4:7           | 4:9 | 3:6  | 0:5     | Československo | 9:3     | 1 | 0 | 4 | 20:30 | 2  |
| 6. | SRN (SND) | 0:8           | 2:7 | 0:10 | 1:1     | 3:9            | Německo | 0 | 1 | 4 | 6:35  | 1  |

  USA –  SRN (SND) 7:2 (6:0, 1:1, 0:1)
30. ledna 1956 (15:00) – Cortina d’Ampezzo (Stadio Olimpico del Ghiaccio)

Branky USA: 3. Gordon Christian, 4. Gordon Christian, 12. Bill Cleary, 13. Weldon Olson, 20. Daniel McKinnon, 20. Bill Cleary, 25. Dick Dougherty.

Branky SRN: 35. Markus Egen, 43. Markus Egen.

Rozhodčí: Wim Dwars (NED), Willy Bernhard (SUI)

Vyloučení: 7:3
 SSSR –  Švédsko 4:1 (1:1, 1:0, 2:0)
30. ledna 1956 (19:00) – Cortina d’Ampezzo (Stadio Olimpico del Ghiaccio)

Branky SSSR: 6. Alexej Guryšev, 22. Viktor Šuvalov, 42. Vsevolod Bobrov, 53. Alexej Guryšev.

Branky Švédska: 11. Sigurd Bröms.

Rozhodčí: Quido Adamec (TCH), Ladislav Tencza (TCH)

Vyloučení: 5:4
 Československo –  Kanada 	3:6 (1:1, 2:3, 0:2)
30. ledna 1956 (21:30) – Cortina d’Ampezzo (Stadio Olimpico del Ghiaccio)

Branky Československa: 15. Zdeněk Návrat, 23. Zdeněk Návrat, 36. Václav Pantůček.

Branky Kanady: 19. Jim Logan, 28. Gerry Théberge, 30. Paul Knox, 33. Paul Knox, 50. Jim Logan, 53. Don Rope.

Rozhodčí: Kurt Hauser (SUI), Gösta Ahlin (SWE)

Vyloučení: 6:6 (1:0, 1:0)
ČSR: Jan Vodička – Karel Gut, Jan Kasper, Jaromír Bünter, Václav Bubník – Vlastimil Bubník, Slavomír Bartoň, Bronislav Danda – Zdeněk Návrat, František Vaněk, Bohumil Prošek – Stanislav Bacílek, Vladimír Zábrodský, Václav Pantůček.
Kanada: Denis Brodeur – Arthur Hurst, Howard Lee, Floyd Martin, Byrle Klinck – George Scholes, Ken Laufman, Gerry Théberge – Jack McKenzie, Jim Logan, Paul Knox – Charlies Brooker, Robert White, Don Rope.
 Československo –  Švédsko 0:5 (0:1, 0:2, 0:2)
31. ledna 1956 (15:00) – Cortina d’Ampezzo (Stadio Olimpico del Ghiaccio)

Branky Švédska: 1. Hans Öberg, 23. Lars-Eric Lundvall, 28. Bertz Zetterberg, 41. Hans Öberg, 55. Hans Tvilling.

Rozhodčí: Luis Lecompte (CAN), Andrej Starovojtov (URS)

Vyloučení: 3:4 (0:2)
ČSR: Jan Vodička – Karel Gut, Jan Kasper, Jaromír Bünter, Václav Bubník – Vlastimil Bubník, Slavomír Bartoň, Bronislav Danda – Zdeněk Návrat, František Vaněk, Bohumil Prošek – Stanislav Bacílek, Vladimír Zábrodský, Václav Pantůček.
Švédsko: Lars Svensson – Bertz Zetterberg, Lars Björn, Åke Lassas, Vilgot Larsson – Sigurd Bröms, Sven Tumba Johansson, Hans Öberg – Ronald Pettersson, Stig Carlsson, Lars-Eric Lundvall – Stig Carlsson, Stig Tvilling, Hans Tvilling.
 SSSR –  SRN (SND) 8:0 (0:0, 7:0, 1:0)
31. ledna 1956 (19:00) – Cortina d’Ampezzo (Stadio Olimpico del Ghiaccio)

Branky SSSR: 25. Alexandr Uvarov, 27. Alexej Guryšev, 28. Vsevolod Bobrov, 28. Alexandr Uvarov, 31. Alexej Guryšev, 32. Ivan Tregubov, 33. Viktor Šuvalov, 55. Jurij Krylov.

Rozhodčí: Gösta Ahlin (SWE), Alf Axberg (SWE) 

Vyloučení: 2:0
  USA –  Kanada 4:1 (2:0, 0:1, 2:0)
31. ledna 1956 (21:30) – Cortina d’Ampezzo (Stadio Olimpico del Ghiaccio)

Branky USA: 2. John Mayasich, 10. John Mayasich, 44. John Mayasich, 48. Weldon Olson.

Branky Kanady: 33. Jack McKenzie.

Rozhodčí: Kurt Hauser (SUI), Willy Bernhard (SUI)

Vyloučení: 2:3 (0:0), navíc Purpur (USA) a McKenzie (CAN) na 5 min.
  USA –  Švédsko 	6:1 (1:1, 2:0, 3:0)
2. února 1956 (19:30) – Cortina d’Ampezzo (Stadio Olimpico del Ghiaccio)

Branky USA: 10. John Matchefts, 30. John Matchefts, 34. Weldon Olson, 43. Gordon Christian, 55. Bill Cleary, 60. Weldon Olson.

Branky Švédska: 13. Ronald Pettersson.

Rozhodčí: Kurt Hauser (SUI), Willy Bernhard (SUI)

Vyloučení: 7:1
  Kanada –  SRN (SND) 10:0 (1:0, 4:0, 5:0)
2. února 1956 (10:00) – Cortina d’Ampezzo (Stadio Olimpico del Ghiaccio)

Branky Kanady: 8. Alfred James Horne, 29. Howard Lee, 29. Don Rope, 32. Arthur Hurst, 35. George Scholes, 44. Don Rope, 48. Floyd Martin, 53. Jim Logan, 58. Jack McKenzie, 60. Gerry Théberge.

Rozhodčí: Wim Dwars (NED), Gherardino Galetti (ITA)
 Československo –  SSSR	4:7 (1:2, 0:3, 3:2)
2. února 1956 (22:00) – Cortina d’Ampezzo (Stadio Olimpico del Ghiaccio)

Branky Československa: 17. Václav Pantůček, 43. Zdeněk Návrat, 49. Karel Gut, 53. Karel Gut.

Branky SSSR: 5. Viktor Šuvalov, 13. Viktor Šuvalov, 31. Alexej Guryšev, 35. Alexandr Uvarov, 39. Nikolaj Sologubov, 46. Vsevolod Bobrov, 53. Jurij Panťuchov.

Rozhodčí: Gösta Ahlin (SWE), Alf Axberg (SWE) 

Vyloučení: 6:7 (1:3)
ČSR: Jan Vodička – Karel Gut, Jan Kasper, Stanislav Bacílek, Václav Bubník – Vlastimil Bubník, Václav Pantůček, Vladimír Zábrodský – Zdeněk Návrat, František Vaněk, Bohumil Prošek – Otto Cimrman, Miroslav Kluc, Slavomír Bartoň.
SSSR: Nikolaj Pučkov – Nikolaj Sologubov, Ivan Trgubov, Dmitrij Ukolov, Genrich Sidorenkov – Jevgenij Babič, Viktor Šuvalov, Vsevolod Bobrov – Jurij Krylov, Alexandr Uvarov, Valentin Kuzin – Jurij Panťuchov, Alexej Guryšev, Nikolaj Chlystov.
 Kanada –  Švédsko 6:2 (3:2, 1:0, 2:0)
3. února 1956 (11:00) – Cortina d’Ampezzo (Stadio Olimpico del Ghiaccio)

Branky Kanady: 3. Jim Logan, 8. Don Rope, 17. Jack McKenzie, 40. George Scholes, 57. Jack McKenzie, 59 Floyd Martin.

Branky Švédska: Stig Tvilling, 11. Sven Tumba Johansson.

Rozhodčí: Wim Dwars (NED), Quido Adamec (TCH)

Vyloučení: 5:2
 Československo –  SRN (SND) 9:3 (2:3, 5:0, 2:0)
3. února 1956 (19:00) – Cortina d’Ampezzo (Stadio Olimpico del Ghiaccio)

Branky Československa: 7. Miroslav Kluc, 19. Jan Kasper, 24. Václav Pantůček, 26. Zdeněk Návrat, 28. Václav Pantůček, 34. Miroslav Kluc, 37. Bohumil Prošek, 48. Slavomír Bartoň, 53. Vladimír Zábrodský.

Branky SRN: 13. Hans Huber, 14. Ernst Trautwein, 18. Kurt Sepp.

Rozhodčí: Luis Lecompte (CAN), Gherardino Galetti (ITA)

Vyloučení: 3:4 (1:2, 0:1)
ČSR: Ján Jendek (21. Jan Vodička) – Karel Gut, Jan Kasper, Stanislav Bacílek, Václav Bubník –  Vlastimil Bubník, Václav Pantůček, Vladimír Zábrodský – Zdeněk Návrat, František Vaněk, Bohumil Prošek – Otto Cimrman, Miroslav Kluc, Slavomír Bartoň.
Německo: Alfred Hoffmann (41. Ulrich Jansen) – Anton Biersack, Paul Ambros, Karl Birschel, Martin Beck – Kurt Sepp, Markus Egen, Ernst Trautwein – Rudolf Pittrich, Hans Huber, Arthur Endres – Günther Jochems, Hans Rampf, Reiner Kossmann.
 SSSR –  USA 4:0 (0:0, 1:0, 3:0)
3. února 1956 (21:30) – Cortina d’Ampezzo (Stadio Olimpico del Ghiaccio)

Branky SSSR: 34. Nikolaj Chlystov, 56. Vsevolod Bobrov, 56. Jurij Panťuchov, 58. Valentin Kuzin.

Rozhodčí: Kurt Hauser (SUI), Willy Bernhard (SUI)

Vyloučení: 2:3 (1:0)
 Švédsko –  SRN (SND) 1:1 (0:1, 0:0, 1:0) 
4. února 1956 (15:00) – Cortina d’Ampezzo (Stadio Olimpico del Ghiaccio)

Branky Švédska: 57. Lars Björn.

Branky SRN: 8. Kurt Sepp.

Rozhodčí: Andrej Starovojtov (URS), Nikolaj Kanunnikov (URS)

Vyloučení: 4:6
 Československo –  USA 4:9 (0:1, 2:3, 2:5)
4. února 1956 (19:00) – Cortina d’Ampezzo (Stadio Olimpico del Ghiaccio)

Branky Československa: 24. Vlastimil Bubník, 29. Vlastimil Bubník, 57. Karel Gut, 60. Zdeněk Návrat.

Branky USA: 12. Weldon Olson, 21. Gordon Christian, 25. Gordon Christian, 30. Bill Cleary, 45. Dick Dougherty, 50. Dick Dougherty, 50. Dick Meredith, 58. Dick Dougherty, 58. Dick Dougherty.

Rozhodčí: Kurt Hauser (SUI), Willy Bernhard (SUI)

Vyloučení: 0:4 (0:0, 0:3)
ČSR: Jan Vodička (50. Ján Jendek) – Karel Gut, Jan Kasper, Jaromír Bünter, Václav Bubník – Vlastimil Bubník, Slavomír Bartoň, Bronislav Danda – Zdeněk Návrat, František Vaněk, Bohumil Prošek – Stanislav Bacílek, Vladimír Zábrodský, Václav Pantůček.
USA: Donald Rigazio – Daniel McKinnon, Wendell Anderson, Ed Sampson, John Petroske – Dick Dougherty, John Mayasich, Dick Meredith – Eugene Campbell, Bill Cleary, Gordon Christian – Kenneth Purpur, John Matchefts, Weldon Olson.
 SSSR –  Kanada 2:0 (0:0, 1:0, 1:0)
4. února 1956 (21:30) – Cortina d’Ampezzo (Stadio Olimpico del Ghiaccio)

Branky SSSR: 27. Jurij Krylov, 41. Valentin Kuzin.

Rozhodčí: Gösta Ahlin (SWE), Alf Axberg (SWE) 

Vyloučení: 3:7 (0:0)

### Soutěž útěchy
|     |           | ITA    | POL    | SUI       | AUT      | V | R | P | Skóre | B |
| 7.  | Itálie    | Itálie | 5:2    | 8:3       | 8:2      | 3 | 0 | 0 | 21:7  | 6 |
| 8.  | Polsko    | 2:5    | Polsko | 6:2       | 4:3      | 2 | 0 | 1 | 12:10 | 4 |
| 9.  | Švýcarsko | 3:8    | 2:6    | Švýcarsko | 7:4      | 1 | 0 | 2 | 12:18 | 2 |
| 10. | Rakousko  | 2:8    | 3:4    | 4:7       | Rakousko | 0 | 0 | 3 | 9:19  | 0 |

 Švýcarsko –  Rakousko 7:4 (3:1, 2:1, 2:2)
31. ledna 1956 (15:30) – Cortina d’Ampezzo (Stadio Apollonio)

Branky Švýcarska: 4. Bernhard Bagnoud, 6. Fritz Naef, 16. Bernhard Bagnoud, 31:05 Otto Schläpper, 37. Fritz Naef, 53. Bernhard Bagnoud, 55. Hans Ott.

Branky Rakouska: 16. Konrad Staudinger, 28. Franz Potucek, 58. Walter Znenalik, 60. Fritz Spielmann.

Rozhodčí: Ladislav Tencza (TCH), Nikolaj Kanunnikov (URS)

Vyloučení: 8:7
 Itálie –  Rakousko 8:2 (4:1, 1:1, 3:0)
1. února 1956 (19:00) – Cortina d’Ampezzo (Stadio Olimpico del Ghiaccio)

Branky Itálie: 4. Bernardo Tomei, 5. Bernardo Tomei, 11. Giovanni Furlani, 16. Ernesto Crotti, 23. Aldo Maniacco, 43. Bernardo Tomei, 45. Mario Bedogni, 57. Mario Bedogni.

Branky Rakouska: 18. Wilhelm Schmid, 31. Walter Znenalik.

Rozhodčí: Ladislav Tencza (TCH), Tore Johannessen (NOR)

Vyloučení: 2:1
 Polsko –  Švýcarsko 	6:2 (2:1, 2:1, 2:0)
1. února 1956 (21:30) – Cortina d’Ampezzo (Stadio Olimpico del Ghiaccio)

Branky Polska: 3. Kazimierz Kodakowski, 14. Szymon Janiczko, 32. Kazimierz Bryniarski, 39. Alfred Wróbel, 49. Hilary Skarzynski, 58. Kazimierz Bryniarski.

Branky Švýcarska: 19. Otto Schläpper, 28. Walter Keller.

Rozhodčí: Gösta Ahlin (SWE), Alf Axberg (SWE) 

Vyloučení: 1:2 (1:1)
 Itálie –  Švýcarsko 	8:3 (6:1, 1:2, 1:0)
2. února 1956 (12:00) – Cortina d’Ampezzo (Stadio Apollonio)

Branky Itálie: 3. Bernardo Tomei, 5. Carlo Montemurro, 7. Carmine Tucci, 16. Giancarlo Agazzi, 17. Aldo Maniacco, 17. Giancarlo Agazzi, 32. Aldo Maniacco, 51. Carlo Montemurro.

Branky Švýcarska: 16. Émil Handschin, 28. Walter Keller, 38. Émil Handschin.

Rozhodčí: Luis Lacompte (CAN), Hans Unger (GER)

Vyloučení: 6:8
 Polsko –  Rakousko 4:3 (2:2, 0:1, 2:0)
2. února 1956 (16:00) – Cortina d’Ampezzo (Stadio Olimpico del Ghiaccio)

Branky Polska: 9. Kazimierz Kodakowski, 20. Hilary Skarzynski, 51. Josef Kurek, 58. Josef Kurek.

Branky Rakouska: 15. Walter Znenalik, 17. Fritz Spielmann, 36. Fritz Spielmann.

Rozhodčí: Giulio Demetz (ITA), Tore Johannessen (NOR)

Vyloučení: 0:1 (1:0)
 Itálie –  Polsko 5:2 (0:0, 3:1, 2:1)
3. února 1956 (10:30) – Cortina d’Ampezzo (Stadio Apollonio)

Branky Itálie: 22. Mario Bedogni, 24. Ernesto Crotti, 32. Aldo Maniacco, 50. Aldo Maniacco, 51. Rino Alberton.

Branky Polska: 36. Kazimierz Bryniarski, 45. Josef Kurek.

Rozhodčí: Gösta Ahlin (SWE), Alf Axberg (SWE) 

Vyloučení: 7:5

## Statistiky

### Nejlepší hráči podle direktoriátu IIHF
| Brankář | Willard Ikola     |
| Obránce | Nikolaj Sologubov |
| Útočník | Jack McKenzie     |

### Kanadské bodování
| Poř. | Kanadské bodování | Branky | Přihrávky | Body |
| ---- | ----------------- | ------ | --------- | ---- |
| 1.   | John Logan        | 7      | 5         | 12   |
| 1.   | Paul Knox         | 7      | 5         | 12   |
| 3.   | Aldo Maniacco     | 5      | 7         | 12   |
| 4.   | Vsevolod Bobrov   | 9      | 2         | 11   |
| 4.   | Gerry Theberge    | 9      | 2         | 11   |
| 6.   | John Mayasich     | 7      | 3         | 10   |
| 7.   | Alexej Guryšev    | 7      | 2         | 9    |
| 8.   | George Scholes    | 5      | 3         | 8    |
| 9.   | Viktor Šuvalov    | 5      | 2         | 7    |
| 9.   | Zdeněk Návrat     | 5      | 2         | 7    |

### Soupiska SSSR
SSSR

Brankáři: Nikolaj Pučkov, Grigorij Mkrtyčan

Obránci: Nikolaj Sologubov, Ivan Tregubov, Genrich Sidorenkov, Dmitrij Ukolov, Alfred Kučevskij.

Útočníci: Vsevolod Bobrov, Alexej Guryšev, Viktor Jakušev, Valentin Kuzin, Jurij Krylov, Alexandr Uvarov, Jevgenij Babič, Jurij Panťuchov, Nikolaj Chlystov, Viktor Nikiforov, Viktor Šuvalov

Trenér: Anatolij Tarasov, Vladimir Jegorov.

### Soupiska USA
USA

Brankáři: Willard Ikola, Donald Rigazio.

Obránci: Dick Dougherty, Dick Meredith, Daniel McKinnon, Richard Rodenheiser, Ed Sampson.

Útočníci: John Mayasich, Gordon Christian, Weldon Olson, Bill Cleary, John Matchefts, Kenneth Purpur, Eugene Campbell, Wellington Burtnett, Wendell Andersson, John Petroske.

Trenér: John Mariucci.

### Soupiska Kanady
Kanada (Kitchener-Waterloo Dutchmen)

Brankáři: Keith Eugene Woodall, Denis Brodeur.

Obránci: Floyd Martin, Howard Lee, Arthur Hurst, Jack McKenzie

Útočníci: Jim Logan, Paul Knox, Don Rope, Byrle Klinck, Billy Colvin, Gerry Théberge, Alfred James Horne, Charlies Brooker, George Scholes, Robert White, Ken Laufman.

Trenér: Bobby Bauer.

### Soupiska Švédska
4.  Švédsko

Brankáři: Yngve Casslind, Lars Svensson.

Obránci: Lars Björn, Vilgot Larsson, Åke Lassas, Ove Malmberg, Bertz Zetterberg.

Útočníci: Hans Tvilling, Stig Tvilling, Sigurd Bröms, Stig Carlsson, Lars-Eric Lundvall, Nisse Nilsson, Holger Nurmela, Ronald Pettersson, Sven Tumba Johansson, Hans Öberg.

Trenér: Folke Jansson.

### Soupiska ČSR
5.  ČSR

Brankáři: Jan Vodička, Ján Jendek.

Obránci: Karel Gut, Václav Bubník, Jaromír Bünter, Jan Kasper, Stanislav Bacílek.

Útočníci: Vlastimil Bubník, Bronislav Danda, Slavomír Bartoň, Vladimír Zábrodský, Václav Pantůček,Zdeněk Návrat, František Vaněk, Bohumil Prošek, Miroslav Kluc, Otto Cimrman.

Trenér: Vladimír Bouzek.

### Soupiska SRN (SND)
6.  SRN (SND)

Brankáři: Ulrich Jansen, Alfred Hoffmann.

Obránci: Anton Biersack, Bruno Guttowski, Martin Beck, Paul Ambros, Karl Birschel.

Útočníci: Markus Egen, Hans Huber, Hans Rampf, Kurt Sepp, Ernst Trautwein, Rudolf Pittrich, Arthur Endres, Reiner Kossmann, Martin Zach, Günther Jochems.

Trenér: Frank Trottier.

### Soupiska Itálie
7.  Itálie

Brankáři: Vittorio Bolla, Giuliano Ferraris.

Obránci: Carmine Tucci, Carlo Montemurro, Aldo Federici, Mario Bedogni.

Útočníci: Giampiero Branduardi, Giancarlo Agazzi, Gianfranco Darin, Giulio Oberhammer, Francesco Macchietto, Bernardo Tomei, Giovanni Furlani, Aldo Maniacco, Ernesto Crotti, Rino Alberton.

Trenér: Richard Torriani (SUI).

### Soupiska Polska
8.  Polsko

Brankáři: Edward Koczab, Wladyslav Pabisz.

Obránci: Henryk Bronowicz, Kazimierz Chodakowski, Stanislaw Olczyk, Mieczyslaw Chmura.

Útočníci: Hilary Skarzynski, Zdzislaw Nowak, Rudolf Czech, Adolf Wróbel, Alfred Wróbel, Josef Kurek, Szymon Janiczko, Kazimierz Bryniarski, Marian Herda, Janusz Zawadzki, Bronislaw Gosztyla.

Trenéři: Mieczyslaw Palus, Wladyslaw Wiro-Kiro.

### Soupiska Švýcarska
9.  Švýcarsko

Brankáři: Martin Riesen, Christian Conrad.

Obránci: Kurt Peter, Georg Riesch, Émile Golaz, Rudolf Keller, Sepp Weingärtner.

Útočníci: Émil Handschin, Paul Hofer, Otto Schläpper, Franz Berry, Hans Ott, Hans Pappa, Fritz Naef, Bernhard Bagnoud, Walter Keller, Rätus Frei.

Trenér: Hanggi Boller.

### Soupiska Rakouska
10.  Rakousko

Brankáři: Alfred Püls, Robert Nusser.

Obránci: Franz Potucek, Hans Mösmer, Hans Scarsini, Hermann Knoll, Hans Zollner.

Útočníci: Fritz Spielmann, Walter Znenalik, Adolf Hafner, Wilhelm Schmid, Gerhard Springer, Hans Wagner, Max Singewald, Kurt Kurz, Konrad Staudinger, Wolfgang Jöchl.

Trenér: Udo Holfeld.

## Konečné pořadí
|     | Tým                 | Z | V | R | P | Skóre | B  |
| --- | ------------------- | - | - | - | - | ----- | -- |
|     | SSSR (URS)          | 7 | 7 | 0 | 0 | 40:9  | 14 |
|     | Spojené státy (USA) | 7 | 5 | 0 | 2 | 33:16 | 10 |
|     | Kanada (CAN)        | 8 | 6 | 0 | 2 | 53:12 | 12 |
| 4.  | Švédsko             | 7 | 2 | 1 | 4 | 17:27 | 5  |
| 5.  | ČSR                 | 7 | 3 | 0 | 4 | 32:36 | 6  |
| 6.  | SRN (SND)           | 8 | 1 | 2 | 5 | 15:41 | 4  |
| 7.  | Itálie              | 6 | 3 | 2 | 1 | 26:14 | 8  |
| 8.  | Polsko              | 5 | 2 | 0 | 3 | 15:22 | 4  |
| 9.  | Švýcarsko           | 5 | 1 | 0 | 4 | 20:34 | 2  |
| 10. | Rakousko            | 6 | 0 | 1 | 5 | 11:51 | 1  |

| 34. | Mistrovství Evropy |
| 1.  | SSSR               |
| 2.  | Švédsko            |
| 3.  | ČSR                |
| 4.  | SRN (SND)          |
| 5.  | Itálie             |
| 6.  | Polsko             |
| 7.  | Švýcarsko          |
| 8.  | Rakousko           |

## MS Skupina B
Skupina B se započítávala jen do mistrovství světa a nebyla součástí olympijského turnaje. Turnaje se zúčastnily tři týmy a odehrál se od 8. do 10. března ve Východním Berlíně.
|     |        | NDR  | Norsko | Belgie | V | R | P | VG | OG | B |
| 11. | NDR    | ***  | 4:1    | 14:7   | 2 | 0 | 0 | 18 | 8  | 4 |
| 12. | Norsko | 1:4  | ***    | 7:5    | 1 | 0 | 1 | 8  | 9  | 2 |
| 13. | Belgie | 7:14 | 5:7    | ***    | 0 | 0 | 2 | 12 | 21 | 0 |